# جزيرة تشك لاب كوك
تشك لاب كوك (بالصينية: 赤鱲角) هي جزيرة تقع في غرب منطقة هونغ كونغ التابعة لجمهورية الصين الشعبية. في الماضي، كانت الجزيرة أصغر حجماً ووقعت قربها جزيرة أصغر تسمى لام تشاو، إلا أنَّ الجزيرتين وُسِّعتا ودُمِجَتا مع بعضهما بعضاً في تسعينيات القرن العشرين ليشكّلا جزيرة تشك لاب كوك الحالية، بهدف إقامة مطار هونغ كونغ الدولي الجديد على أرضهما، الذي افتتح عام 1998. تبلغ مساحة الجزيرة حالياً بعد توسعتها 12.48 كم2. وهو يُعرَف على نطاقٍ واسع الآن باسم مطار تشك لاب كوك تيمناً بالجزيرة.
إلى جانب مطار هونغ كونغ الدولي، يقع على الجزيرة مجمع سياحي وتجاري ضخمٌ يسمَّى هونغ كونغ سكاي سيتي. وكذلك يوجد مركز AsiaWorld–Expo للمعارض الذي افتتح عام 2005، وCathay Pacific City مقر شركة كاثي باسيفيك للطيران، كما يوجد مقرَّان لشركتي طيران أخريَين هما طيران التنين وخطوط هونغ كونغ الجوية، يحث يقعان ضمن أرض المطار الدولي ذاتها.

## الاسم
قد يكون اسم الجزيرة مشتقاً من طبيعتها القاحلة، حيث تعني «دا تشك لاك» الأرض القاحلة، أو لأن شكلها يشبه شكل أسماك الفرخ الحمراء ثلاثية الذيل المُسمَّاة «تشك لاب» (赤鱲)، أو قد مصدر الاسم أن هذه الأسماك انتشرت في يومٍ من الأيام بمياه الجزيرة.

## الجغرافيا
تقع جزيرة تشك لاب كوك شمال جزيرة لانتاو غربيّ هونغ كونغ، وقبالة شواطئ بلدة تونغ تشونغ. كانت جزيرة تشك لاب كوك قبل إقامة المطار الدولي عليها جزيرة صغيرةً وعرة بطول نحو 4 كيلومترات، وبمساحة تبلغ 3.02 كم2 (كما تشير بعض التقديرات إلى 2.8 كم2). شكَّل طرف تشك لاب كوك الجنوبيُّ آنذاك شبه جزيرة صغيرة صغيرة، حيث لم تقم أي مستعمراتٍ بشرية. تقابل هذه المنطقة حالياً بلدة تونغ تشونغ، وتُعرَف باسم «سكينيك هل».